# Systellaspis
Systellaspis is een geslacht van kreeftachtigen uit de klasse van de Malacostraca (hogere kreeftachtigen).

## Soorten
- Systellaspis cristata (Faxon, 1893)
- Systellaspis curvispina Crosnier, 1987
- Systellaspis debilis (A.Milne-Edwards, 1881)
- Systellaspis eltanini Wasmer, 1986
- Systellaspis guillei Crosnier, 1987
- Systellaspis intermedia Crosnier, 1987
- Systellaspis lanceocaudata Spence Bate, 1888
- Systellaspis pellucida (Filhol, 1884)